# 28. november
28. november er dag 332 i året i den gregorianske kalender (dag 333 i skudår). Der er 33 dage tilbage af året (også i skudår).
Dagens navn i den danske almanak er Sofia Magdalena – efter Christian 6.'s dronning, der var født denne dag. I Sverige er navnet Malte, og i Norge er navnet Ruben og Rut. 

## Fest- og helligdage, der fast ligger på 28. november
- Albanien, Mauretanien og Østtimor: Uafhængighedsdag

### Begivenheder
Født - Dødsfald
- 1520 - Den portugisiske sømand Ferdinand Magellan når til Stillehavet gennem det stræde, der senere får navn efter ham.
- 1699 - En kongelig forordning bekendtgør, at Danmark den 18. februar 1700 skal indføre den gregorianske kalender (den vi bruger nu). Kalenderen var blevet indført af pave Gregor 13. den 23. februar 1582.
- 1821 - Panama løsrives fra Spanien og tilslutter sig Stor-Columbia. Dagen er Panamas nationaldag.
- 1895 - Det første bil-væddeløb finder sted i USA. Seks biler kører fra Chicago til Waukegan i Illinois. Vinderen bliver J. Frank Dureyea, der vandt 2.000 $.
- 1901 - Øksnehallen på Kvægtorvet i København indvies.
- 1912 - Albanien erklærer sig uafhængig af det Osmanniske Rige.
- 1960 - Mauretanien opnår uafhængighed af Frankrig.
- 1960 - Det Danske Akademi stiftes på initiativ af Karl Bjarnhof og Christian Elling.
- 1966 - Den amerikanske pilot, flykonstruktør, industrimand, filmproducent og særling, milliardæren Howard Hughes forsvinder sporløst.[kilde mangler]
- 1975 - Østtimor erklærer sig uafhængig af Portugal.
- 1978 - I Forum København sætter Hans-Henrik Ørsted ny verdensrekord i 10 km indendørs cykling.
- 1979 - 275 omkommer, da et newzealandsk DC 10 fly styrter ned i Antarktis.
- 1980 - B&W’s tidligere ejer Jan Bonde Nielsen erklæres personligt konkurs.
- 1983 - Kl. 07.00 om morgenen passerer Canadas befolkningstal 25 millioner.
- 1987 - En sydafrikansk Boeing 747 styrter ned ud for Mauritius i Det indiske Ocean og samtlige 160 ombord omkommer.
- 1989 - Vesttysklands kansler Helmut Kohl foreslår en ”konføderation” mellem de to tyske stater (BRD og DDR).
- 1994 - Ved en folkeafstemning siger Norge nej til medlemskab af EU. 52,3 procent siger nej, og 47,7 procent siger ja.
- 2001 - På en generalforsamling i Lyngby Boldklub har medlemmerne to muligheder for Superliga-klubben: En konkursmelding, eller en fusion med 1. divisionsklubben Farum Boldklub. Man vælger en konkursmelding, og resten af sæsonen må Superligaholdet fortsætte i landets bedste række med amatørspillere. Efter sæsonen bliver klubben tvangsnedrykket til 2. division.
- 2010 - WikiLeaks påbegynder offentliggørelsen af mere end 250.000 dokumenter fra amerikanske diplomatiske repræsentationer sendt til det amerikanske udenrigsministerium.

### Født
- 1598 - Hans Nansen, dansk opdagelsesrejsende og forfatter (død 1667).
- 1632 - Jean-Baptiste Lully, fransk komponist (død 1687).
- 1647 - Constantin Marselis, hollandsk-født, dansk købmand (død 1699).
- 1700 - Sophie Magdalene, dansk dronning (død 1770).
- 1757 - William Blake, engelsk forfatter (død 1827).
- 1820 - Friedrich Engels, tysk socialistisk teoretiker (død 1895).
- 1829 - Anton Rubinstein, russisk komponist, pianist og dirigent (død 1894).
- 1837 - John Wesley Hyatt, amerikansk opfinder (død 1920).
- 1848 - Christopher Friedenreich Hage, dansk politiker, minister og købmand (død 1930).
- 1881 - Stefan Zweig, østrigsk forfatter (død 1942).
- 1898 - Erika Voigt, dansk skuespiller og sanger (død 1952).
- 1902 - Kai Moltke, dansk forfatter og politiker (død 1979).
- 1908 - Claude Lévi-Strauss, fransk antropolog, etnolog og filosof (død 2009).
- 1909 - Lotta Hitschmanova, canadisk humanist (død 1990).
- 1916 - Ramón José Velásquez, venezuelansk politiker (død 2014).
- 1929 - Berry Gordy, Jr., amerikansk musikproducer og sangskriver, grundlægger af Motown Records.
- 1941 - Jesper Thilo, dansk musiker.
- 1941   - Laura Antonelli, italiensk skuespiller.
- 1943 - Kristen Bjørnkjær, dansk forfatter og journalist.
- 1943   - Randy Newman, amerikansk musiker og komponist.
- 1959 - Stephen Roche, irsk cykelrytter.
- 1961 - Michael Larsen, dansk forfatter og journalist.
- 1962 - Jon Stewart, amerikansk komiker og tv-vært.
- 1970 - Jan Michaelsen, dansk fodboldspiller.
- 1972 - Lonnie Devantier, sangerinde.
- 1994 - Inéz Freja Frich Baré, tidligere Landrådsmedlem i Operation Dagsværk (2011-2012).

### Dødsfald
- 1680 - Giovanni Lorenzo Bernini, italiensk kunstner (født 1598).
- 1821 - Christen Henriksen Pram, dansk/norsk digter, embedsmand, tidsskriftsredaktør og social-økonomisk forfatter (født 1756).
- 1876 - Karl Ernst von Baer, estisk zoolog (født 1792)
- 1891 - Christen Berg, dansk politiker (født 1829).
- 1954 - Enrico Fermi, italiensk-amerikansk fysiker (født 1901).
- 1960 - Richard Wright, amerikansk forfatter (født 1908).
- 1968 - Enid Blyton, engelsk børnebogsforfatter (født 1897).
- 1971 - Christian Grøn, dansk købmand og politiker (født 1894).
- 1981 - Arthur Jensen, dansk skuespiller (født 1897).
- 2010 - Leslie Nielsen, canadisk-dansk skuespiller (født 1926).
- 2022 - Frank Rankmore, walisisk fodboldspiller (født 1939).
- 2022 - Torben Rechendorff, dansk minister og tidligere formand for De Konservative (født 1937).

|  | Denne datoartikel kan blive bedre, hvis der indsættes et (bedre) billede Du kan hjælpe ved at afsøge Wikimedia Commons for et passende billede eller uploade et godt billede til Wikimedia Commons iht. de tilladte licenser og indsætte det i artiklen. |